# 바사산드라구

코트디부아르 바사산드라구

바사산드라구(프랑스어: District du Bas-Sassandra)는 코트디부아르 남서부에 위치한 구이다. 행정 중심지는 산페드로이고, 면적은 28,350km2이다. 서쪽으로는 라이베리아와 국경을 접하며, 북서쪽으로는 몽타뉴구, 북쪽으로는 사산드라마라우에구, 동쪽으로는 고지부아구, 라귄구, 남쪽으로는 대서양과 접한다.

## 신설
이 지역은 2011년 코트디부아르의 행정 구역으로 개편하여 만들어졌다. 이 지역의 영토는 이전 바사산드라주와 쉬드방다마주에서 이전된 프레스코 부서를 추가하여 구성되었다.

## 행정 구역
3개 주, 8개 도를 관할한다.
- 그보클레주
  - 프레스코도
  - 사산드라도
- 나와주
  - 부요도
  - 게요도
  - 메아기도
  - 수브레도
- 산페드로주
  - 산페드로도
  - 타부도

## 인구
2021년 인구 조사에 따르면 바사산드라구의 인구는 2,687,176명이다. 인구 밀도는 2021년 기준으로 95명/km2이다.